# Tuomas Nuorteva
Tuomas Nuorteva (* 8. November 1984 in Helsinki) ist ein finnischer Badmintonspieler. 

## Karriere
Tuomas Nuorteva gewann nach einem nationalen Juniorentitel 2003 vier Jahre später seinen ersten Meistertitel bei den Erwachsenen in Finnland, wobei er im Herrendoppel mit Mikko Vikman erfolgreich war. Weitere Titelgewinne folgten 2009 und 2010. In der Saison 2007/2008 siegte er bei den Estonian International.

## Sportliche Erfolge
| Saison    | Veranstaltung                                | Disziplin    | Platz | Name                             |
| --------- | -------------------------------------------- | ------------ | ----- | -------------------------------- |
| 2003      | Finnland: Einzelmeisterschaften der Junioren | Mixed        | 1     | Tuomas Nuorteva / Maria Väisänen |
| 2007      | Finnland: Einzelmeisterschaften              | Herrendoppel | 1     | Tuomas Nuorteva / Mikko Vikman   |
| 2007/2008 | Estonian International                       | Herrendoppel | 1     | Tuomas Nuorteva / Mikko Vikman   |
| 2009      | Finnland: Einzelmeisterschaften              | Mixed        | 1     | Tuomas Nuorteva / Sanni Rautala  |
| 2010      | Finnland: Einzelmeisterschaften              | Mixed        | 1     | Tuomas Nuorteva / Sanni Rautala  |